# Список дипломатических и консульских представительств в Великобритании

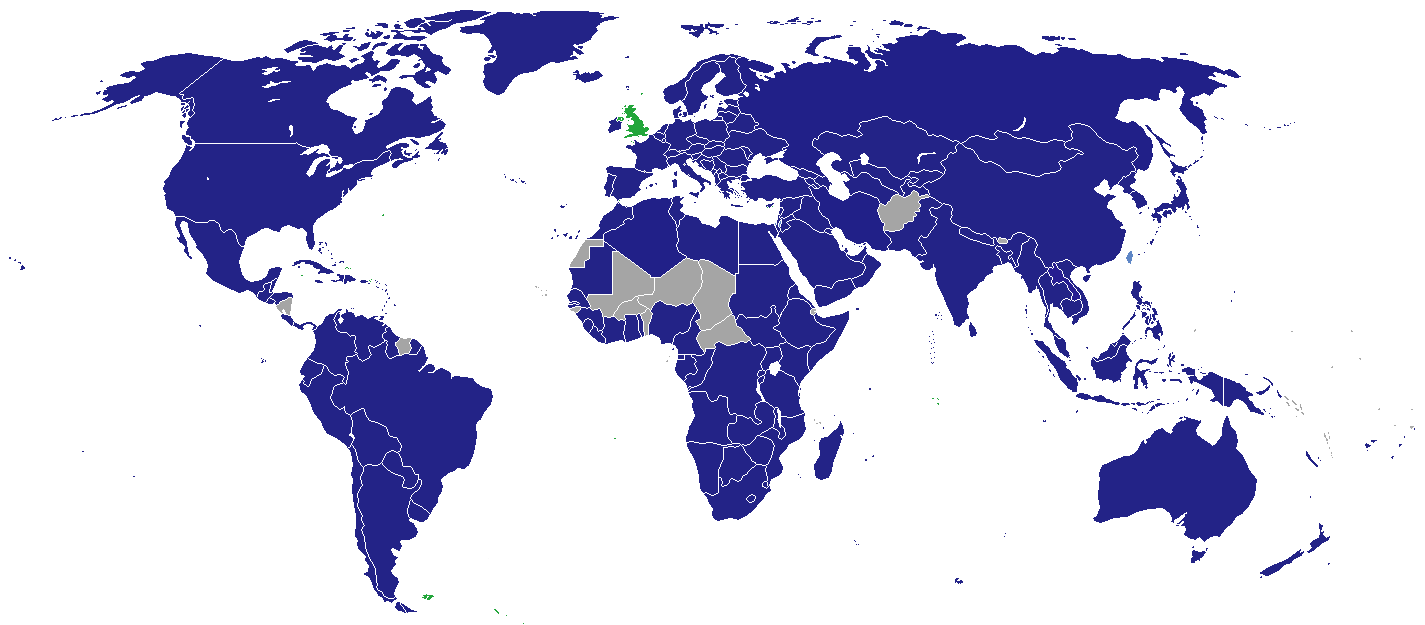
Дипломатические миссии иностранных государств в Великобритании

Ниже приведён список дипломатических миссий в Великобритании. Сейчас в Лондоне находятся 167 посольств стран мира. Несколько других стран имеют аккредитованных послов в других городах, в основном в Париже и Брюсселе. Также в Великобритании есть много почётных консульств, не приведëнных в этом списке.

## Посольства

### Европа
- Австрия
- Азербайджан
- Албания
- Бельгия
- Беларусь
- Болгария
- Ватикан
- Армения
- Греция
- Грузия
- Босния и Герцеговина
- Дания
- Эстония
- Ирландия
- Исландия
- Испания
- Италия
- Кипр
- Республика Косово
- Латвия
- Литва
- Люксембург
- Мальта
- Молдова
- Монако
- Нидерланды
- Германия
- Норвегия
- Польша
- Португалия
- Северная Македония
- Россия
- Румыния
- Сербия
- Словакия
- Словения
- Турция
- Венгрия
- Украина
- Финляндия
- Франция
- Хорватия
- Чехия
- Черногория
- Швейцария
- Швеция

### Азия
- Афганистан
- Бангладеш
- Бахрейн
- Бруней
- Вьетнам
- Гонконг (торговый офис)
- Йемен
- Израиль
- Индия
- Индонезия
- Ирак
- Иран
- Иордания
- Казахстан
- Камбоджа
- Катар
- Кыргызстан
- Китай
- Кувейт
- Лаос
- Ливан
- Малайзия
- Мальдивы
- Монголия
- Мьянма
- Непал
- ОАЭ
- Оман
- Пакистан
- Папуа — Новая Гвинея
- Республика Корея
- КНДР
- Саудовская Аравия
- Сирия (временно закрыто)
- Сингапур
- Восточный Тимор
- Таджикистан
- Таиланд
- Туркменистан
- Узбекистан
- Филиппины
- Шри-Ланка
- Япония

### Северная Америка
- Антигуа и Барбуда
- Багамские Острова
- Барбадос
- Белиз
- Гаити
- Гватемала
- Гондурас
- Гренада
- Доминика
- Доминиканская Республика
- Канада
- Коста-Рика
- Куба
- Мексика
- Никарагуа
- Панама
- Сальвадор
- Сент-Винсент и Гренадины
- Сент-Китс и Невис
- Сент-Люсия
- США
- Тринидад и Тобаго
- Ямайка

### Южная Америка
- Аргентина
- Боливия
- Бразилия
- Венесуэла
- Гайана
- Эквадор
- Колумбия
- Парагвай
- Перу
- Уругвай
- Чили

### Африка
- Алжир
- Ангола
- Ботсвана
- Бурунди
- Габон
- Гамбия
- Гана
- Гвинея
- ДР Конго
- Экваториальная Гвинея
- Эритрея
- Эфиопия
- Египет
- Замбия
- Зимбабве
- Камерун
- Кения
- Кот-д’Ивуар
- Лесото
- Либерия
- Ливия
- Маврикий
- Мавритания
- Малави
- Марокко
- Мозамбик
- Намибия
- Нигерия
- ЮАР
- Южный Судан
- Руанда
- Эсватини
- Сейшельские Острова
- Сенегал
- Сомали
- Судан
- Сьерра-Леоне
- Танзания
- Того
- Тунис
- Уганда

### Австралия и Океания
- Австралия
- Новая Зеландия
- Тонга
- Фиджи

## Генеральные консульства

### Эдинбург
- Индия
- Ирландия
- Испания
- Италия
- Китай
- Германия
- Пакистан
- Польша
- Россия
- США
- Китайская Республика (представительский офис)
- Украина
- Франция
- Япония

### Другие города
- Манчестер
  -  Бангладеш
  -  Китай
  -  Ливия
  -  Пакистан
  -  Польша
  -  Португалия
- Бирмингем
  -  Бангладеш
  -  Индия
  -  Пакистан
- Белфаст
  -  Китай
  -  США
- Гамильтон (Бермудские Острова)
  -  Португалия (консульство)
  -  США
- Бредфорд
  -  Пакистан
- Провиденсьялес (Теркс и Кайкос)
  -  Гаити

## Представительства заморских территорий
- Ангилья
- Бермуды
- Виргинские Острова (Великобритания)
- Гибралтар
- Острова Кайман
- Монтсеррат
- Остров Святой Елены
- Теркс и Кайкос
- Фолклендские острова

## Представительства стран с ограниченным признанием
- Государство Палестина
- Северный Кипр
- Сомалиленд
- Китайская Республика
- Национальная коалиция сирийских революционных и оппозиционных сил

## Аккредитованные послы

### Брюссель
- Буркина-Фасо
- Вануату
- Кабо-Верде
- Мали
- Самоа
- Сан-Томе и Принсипи
- Соломоновы Острова
- Чад

### Париж
- Бенин
- Гвинея-Бисау
- Джибути
- Республика Конго
- Мадагаскар
- Нигер
- Суринам
- ЦАР
- Чад

### Другие города
- Андорра (Андорра-ла-Велья)
- Кирибати (Тарава)
- Сан-Марино (Сан-Марино)

## Представительства международных организаций
- Европейский союз
- ООН
  - Управление Верховного комиссара ООН по делам беженцев
  - Всемирная продовольственная программа
- Лига арабских государств
- Международная организация по миграции
- Всемирный банк